# Waking Up (OneRepublic)
Waking Up è il secondo album in studio del gruppo musicale statunitense OneRepublic, pubblicato il 17 novembre 2009 dalla Interscope Records.

## Descrizione
Dopo il successo dell'album di debutto, Dreaming Out Loud, gli OneRepublic cominciarono a lavorare per un secondo album nel 2008. Il cantante Ryan Tedder ha annunciato il 21 luglio 2009, che il secondo album della band sarebbe stato completato cinque settimane a decorrere da tale data che è stata il 25 agosto 2009. 11 canzoni sono state annunciate per comporre l'elenco dei brani, che è stato ufficialmente confermato dal sito tedesco di Amazon.com il 3 novembre 2009. Il primo singolo estratto dall'album, All the Right Moves, è stato pubblicato il 29 settembre 2009, per l'airplay ed è stato pubblicato ufficialmente il 6 ottobre 2009. Il primo singolo in Germania, Secrets è stato pubblicato il 30 ottobre 2009, ed è stato pubblicato come secondo singolo negli Stati Uniti il 1 ° giugno 2010.  La canzone Marchin On è stata scelta per supportare il canale televisivo tedesco ZDF, dove la canzone funge dal canale ufficiale del campionato mondiale di calcio 2010. È stata pubblicata per il download digitale in Germania il 18 giugno 2010. Gli OneRepublic hanno pubblicato come ultimo singolo dell'album Good Life , classificandosi alla # 8 della Billboard Hot 100, dove nel novembre del 2010 è divenuto il quarto singolo ufficiale. Nel 2011 hanno rimasterizzato il singolo Good Life con l'aggiunta accanto del rapper B.o.B.

## Singoli promozionali
Everybody Loves Me è stato pubblicato come singolo promozionale dell'album il 20 ottobre 2009 entrando nella classifica canadese alla # 61 e classificandosi alla # 105 della Billboard Hot 200. Anche Good Life è stato pubblicato come singolo promozionale dove poi è divenuto un singolo ufficiale.

## Critiche
Waking Up ha ricevuto recensioni positive dai critici della musica. A Metacritic, che assegna un punteggio normalizzato su 100 alle opinioni da parte della critica tradizionale, l'album ha ricevuto un punteggio medio di 61, basato su 8 recensioni, che indica "generalmente recensioni positive".

## Successo commerciale
L'album ha raggiunto la posizione numero 21 della classifica Billboard 200. Waking Up ha venduto circa un milione e mezzo di copie in tutto il mondo.

## Tracce
1. Made for You – 4:18
2. All the Right Moves – 3:58
3. Secrets – 3:45
4. Everybody Loves Me – 3:34
5. Missing Persons 1 & 2 – 4:59
6. Good Life – 4:13
7. All This Time – 4:03
8. Fear – 3:48
9. Waking Up – 6:09
10. Marchin On – 4:13
11. Lullaby – 4:38

Tracce bonus nell'edizione deluxe
1. Passenger – 4:00
2. It's a Shame – 4:51
3. Trap Door – 3:54
4. Sucker Punch – 4:26

Oltre 20 minuti di riprese esclusive tra cui:
- Making of Waking Up

Tracce bonus nell'edizione internazionale
1. All This Time (Final Version) – 3:36
2. Sleep – 5:54
3. Shout (Live Version) – 4:24
4. Marchin'On (Patriot Remix) – 4:12
5. Good Life (feat. B.o.B.) – 3:50

## Formazione
- Ryan Tedder – voce, chitarra acustica, pianoforte, tastiera, tamburello
- Zach Filkins – chitarra, viola, chitarra acustica, cori
- Drew Brown – chitarra, chitarra acustica, tastiera, tamburello, xilofono, cori
- Brent Kutzle – basso, chitarra acustica, tastiera
- Eddie Fisher – batteria, percussioni
- Tim Myers – basso in "Sucker Punch" and "Trap Door"

## Classifiche
| Classifica (2009/2010) | Posizione più alta |
| ---------------------- | ------------------ |
| Austria                | 28                 |
| Belgio (Fiandre)       | 87                 |
| Belgio (Vallonia)      | 88                 |
| Francia                | 58                 |
| Germania               | 19                 |
| Grecia                 | 9                  |
| Irlanda                | 29                 |
| Italia                 | 77                 |
| Paesi Bassi            | 88                 |
| Polonia                | 22                 |
| Repubblica Ceca        | 43                 |
| Svizzera               | 14                 |
| Regno Unito            | 29                 |
| Stati Uniti            | 21                 |
| Stati Uniti (Rock)     | 7                  |
| Mondo                  | 37                 |